# Lemaireodirphia
Lemaireodirphia is een geslacht van vlinders uit de familie nachtpauwogen (Saturniidae). De wetenschappelijke naam is voor het eerst gepubliceerd in 2012 door Ronald Brechlin & Frank Meister.
De typesoort is Dirphia hoegei Druce, 1897.

## Soorten
- Lemaireodirphia albida
- Lemaireodirphia centralis
- Lemaireodirphia chiapasiana
- Lemaireodirphia fusca
- Lemaireodirphia guerreroiana
- Lemaireodirphia hoegei
- Lemaireodirphia knorkei
- Lemaireodirphia lasiocampina
- Lemaireodirphia oaxacana
- Lemaireodirphia rosivora
- Lemaireodirphia rubra
- Lemaireodirphia transversaria